# Blephilia hirsuta
Blephilia hirsuta là một loài thực vật có hoa trong họ Hoa môi. Loài này được (Pursh) Benth. mô tả khoa học đầu tiên năm 1833.